# Marvel vs. Capcom 2: New Age of Heroes
Marvel Vs. Capcom 2: New Age of Heroes (ou somente MvC II) é o segundo jogo da série de jogos de videogame Marvel vs. Capcom, na qual seus personagens se enfrentam em lutas de times de três contra três, alternando entre eles, de acordo com o jogador.
São 57 personagens no total, sendo que, mais da metade precisam ser liberados durante o game. Concentrando, praticamente, todos os personagens clássicos da série, ele acaba sendo um épico dos fliperamas no estilo Arcade de luta. O jogo é original das placas de Arcade Naomi e também foi lançado para as plataformas Dreamcast e, posteriormente, para o Playstation 2 e para o Xbox.
Com uma trilha sonora diferente dos jogos anteriores, desta vez explorando ritmos como o pop e o Jazz moderno, além de algumas trilhas musicais contarem com vocais(geralmente femininos), dando ao jogo um tom mais cômico, que contraria ao tom geralmente mais sério dos anteriores, também devido á sua jogabilidade mais dinâmica.

## Personagens

### Marvel
- Cable
- Capitão América
- Colossus
- Ciclope
- Dr. Doom
- Gambit
- Hulk
- Iceman
- Iron Man
- Juggernaut
- Magneto
- Marrow
- Omega Red
- Psylocke
- Rogue
- Sabretooth
- Samurai de Prata
- Sentinela
- Shuma-Gorath
- Spider-Man
- Spiral
- Tempestade
- Thanos
- Venom
- War Machine
- Wolverine (Garras de Osso)
- Wolverine (Garras de Adamantium)

### Capcom
- Akuma (ou Gouki no Japão)
- Amingo
- Anakaris
- B.B. Hood (ou Bulleta no Japão)
- Cammy
- Capitão Comando
- Charlie
- Chun-Li
- Dan
- Dhalsim
- Felicia
- Guile
- Hayato Kanzaki
- Jill Valentine
- Jin Saotome
- Ken Masters
- M. Bison (ou Vega no Japão)
- Megaman
- Morrigan
- Roll
- Ruby Heart
- Ryu
- Sakura
- Servbot
- Sonson
- Strider Hiryu
- Tron Bonne
- Zangief

### Neutro
- Abyss (com suas 3 formas)

## Recepção
O jogo foi bem recebido pela crítica e pelos fãs. Os fatores principais foram o grande número de personagens e o bom uso dos heróis e vilões do Universo Marvel. Até então, o jogo bateu dois recordes como: o jogo de luta com o maior número de personagens, depois, sendo superado por Mortal Kombat: Armageddon, e o jogo de super-heróis mais aclamado pela crítica, mais tarde, sendo superado por Batman: Arkham Asylum.